# 新カトリック大事典
『新カトリック大事典』（しんカトリックだいじてん）は、研究社が出版している大事典。カトリックについてはもとよりキリスト教全般さらには関連する諸分野などの広範な事項を掲載していて、キリスト教を中心にした百科事典ともいうべき内容を持つ。1996年に第1巻が刊行され、1998年に第2巻、2002年に第3巻、2009年に最終巻である第4巻が刊行された。判型はB5変型判で、第1巻と第2巻は各1300頁。第3巻は1664頁。第4巻は1550頁で別冊として438頁の総索引を付す。総項目1万5千を専門家900名がすべて署名入りで執筆し、ほとんどの項目で参考文献を掲載している。第1巻巻頭にヨハネ・パウロ2世が自筆の「教皇メッセージ」を寄せている。2010年には別巻が出版された。別巻は435頁で、人名・地域名を中心とした各項目の補遺、および一覧表や年表などの資料集からなる。

## 編纂
1977年11月に準備委員会が初会合を開き、1979年に正式発足した「学校法人上智学院 新カトリック大事典編纂委員会」が編纂にあたった。編纂委員会の委員長は1979年から1991年までペトロ・ネメシェギが務め、その後高柳俊一が引き継ぎ、2010年に全4巻および別巻1巻を完成させた。
高柳は編纂委員会の委員長として、大事典完結と相前後して開始された電子化にもあたり、2016年に『新カトリック大事典』電子版を刊行した。電子版は研究社が運営するインターネット上の有料辞書サービスサイトKODで利用できる。電子版は2018年から2023年2月現在まで毎年4月に更新している。

## 略年譜
- 1977年11月、準備委員会が初会合を開く。
- 1979年2月、「学校法人上智学院 新カトリック大事典編纂委員会」が正式発足する。ペトロ・ネメシェギ（ハンガリー語版）が編纂委員会の委員長に就任する。
- 1991年4月、ネメシェギが編纂委員会の委員長を辞任し、高柳俊一が委員長に就任する。
- 1994年3月、ヨハネ・パウロ2世が自筆の「教皇メッセージ」を寄せる。
- 1996年6月、第1巻が刊行される。
- 1998年8月、第2巻が刊行される。
- 2002年8月、第3巻が刊行される。
- 2009年4月、最終巻である第4巻（別冊の総索引を付す）が刊行される。
- 2010年9月、別巻（補遺・資料集）が出版される。
- 2016年10月、インターネット上の有料辞書サービスサイトKOD（研究社オンラインディクショナリ）で、追加オプションとして利用可能になる。
- 2017年4月、KODで『新カトリック大事典』が単独で利用可能になる。